# Hinter dem Rathaus (Rostock)

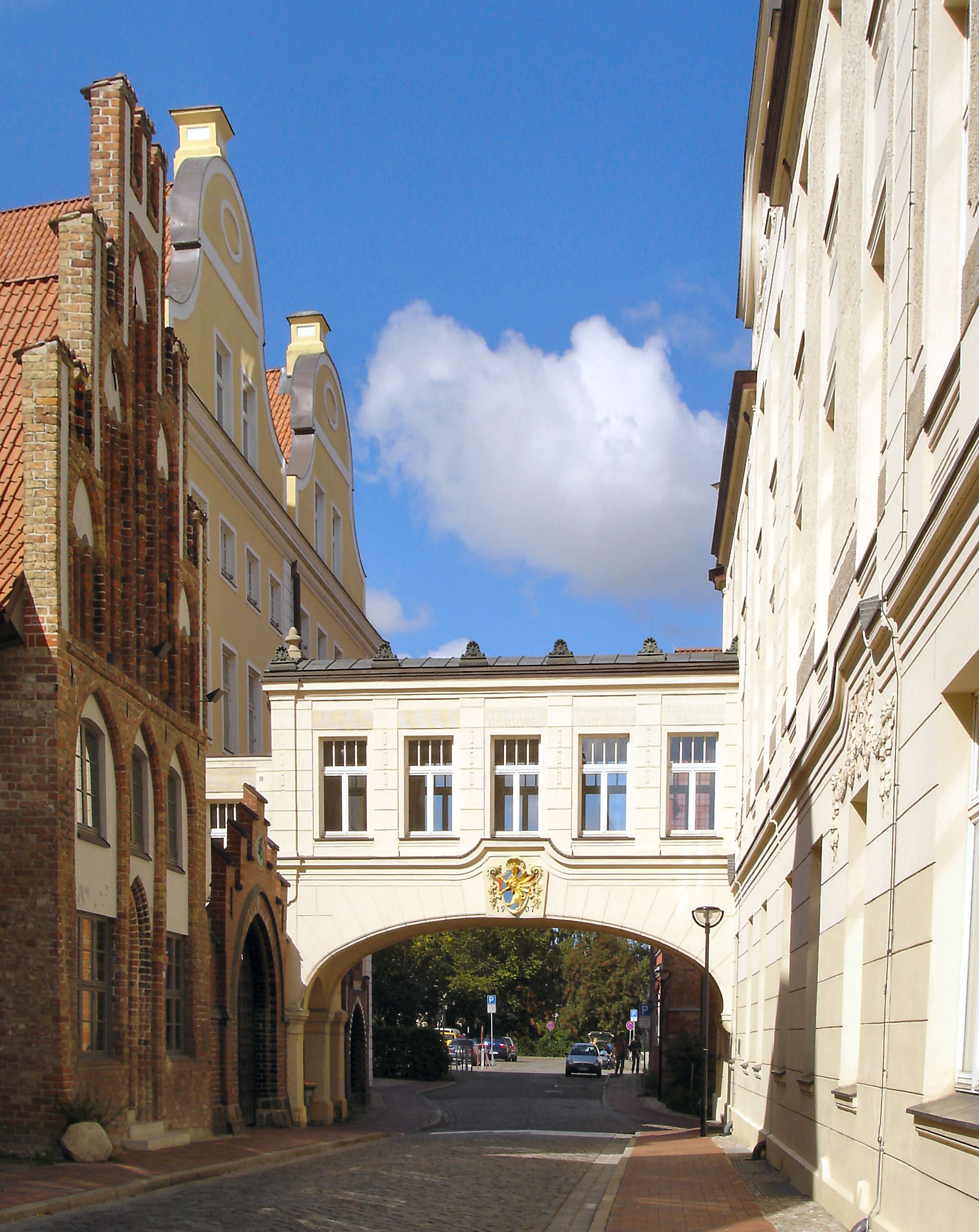
Übergang zum Stadthaus, links daneben das Walldienerhaus

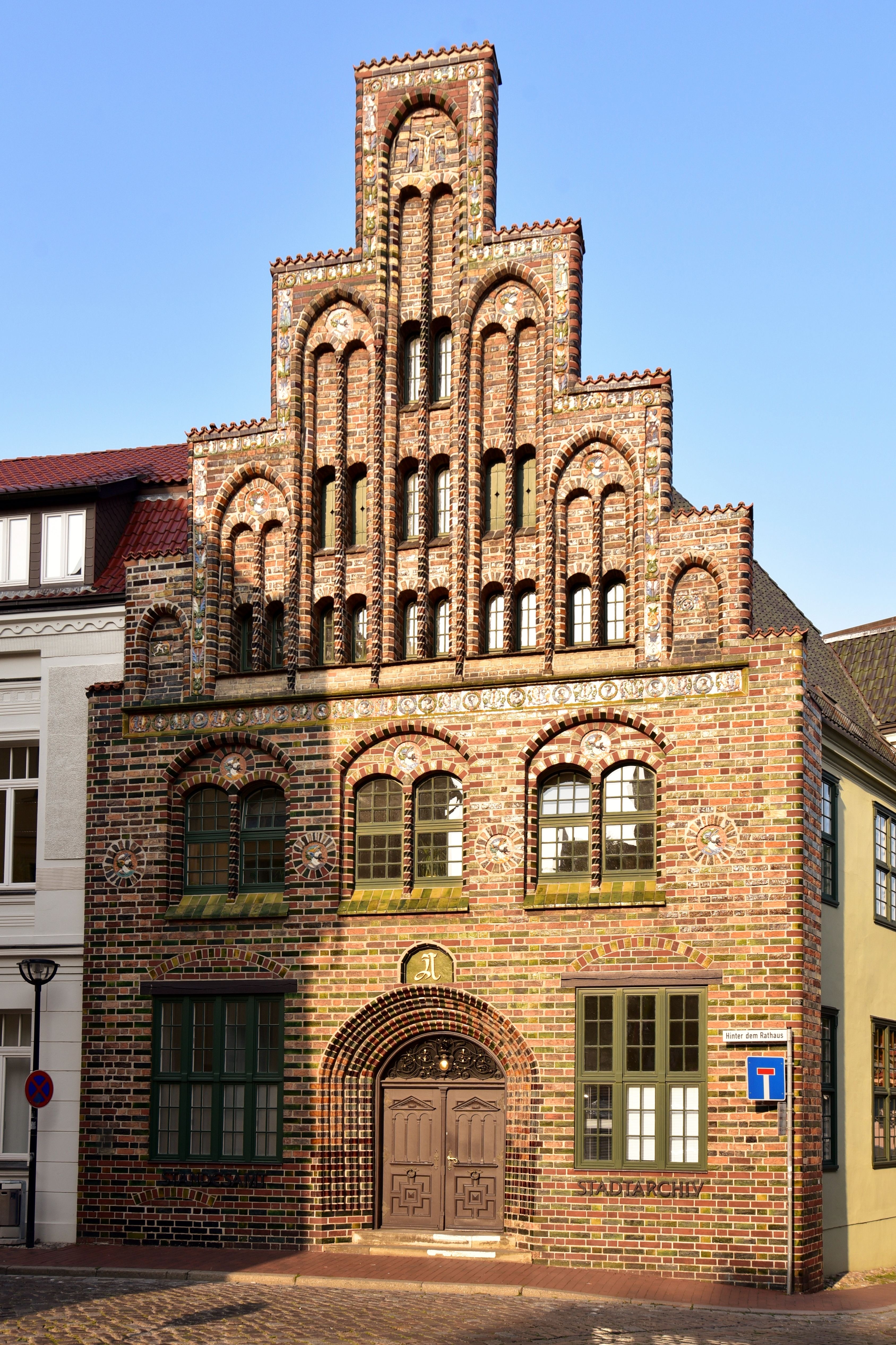
Kerkhoffhaus

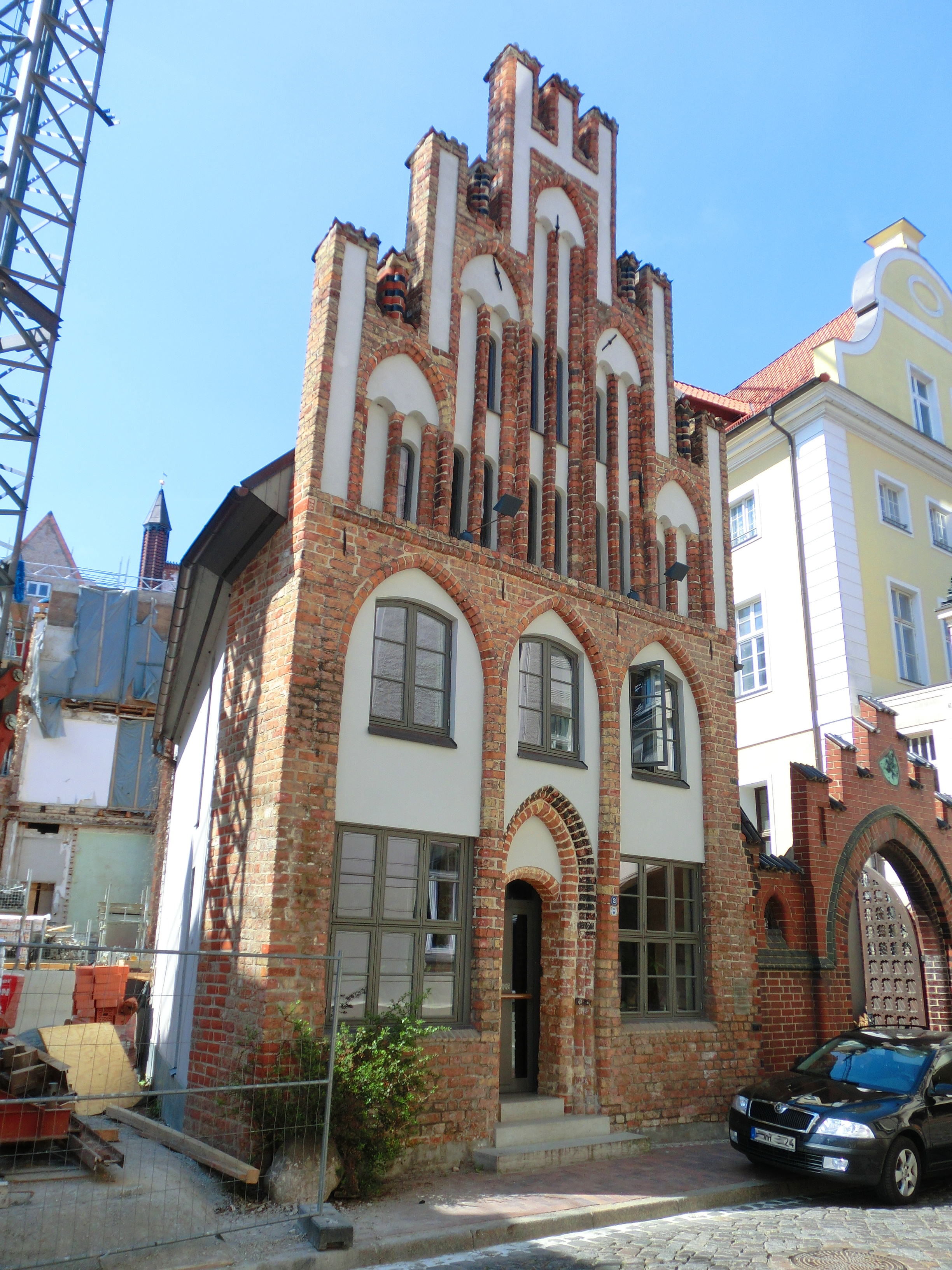
Walldienerhaus

Die kurze Gasse Hinter dem Rathaus in Rostock ist ein Straßenzug im historischen Stadtkern der Hansestadt. Sie liegt zwischen der Kreuzung der Großen Scharrenstraße und der Straße An der Hege im Norden einerseits und der Kreuzung der Großen Wasserstraße mit der Pümperstraße im Süden andererseits. Die Gasse liegt östlich der rückwärtigen Giebel des Rostocker Rathauses. Sie ist Teil der Rostocker Mittelstadt.

## Geschichte
Die Geschichte der Gasse ist untrennbar mit dem angrenzenden Rathaus verbunden. Im Mittelalter diente dieses in erster Linie als Kaufhaus.
Die Straße wurde 1399 erstmals auf Latein als „ex opposito cellarii vini medie civitas“ erwähnt. Der Name – in der dt. Übersetzung: Hinter dem Weinkeller –  leitet sich von dem Umstand ab, dass ausschließlich im Ratskeller Wein gelagert und verkauft werden durfte.  Im 17. Jahrhundert erhielt die Gasse ihren heutigen Namen.

## Architektur
Die Westseite der Gasse wird von der Rückseite des Rathauses und den Rückseiten der Giebelhäuser am Neuen Markt flankiert, während auf der Ostseite Giebelhäuser der städtischen Oberschicht errichtet wurden. Die Gasse Hinter dem Rathaus vermittelt einen Eindruck vom hansischen Rostock zu seiner Blütezeit.
Bürgermeister Bartold Kerkhof ließ um 1470 das später nach ihm benannte, ursprünglich spätgotische Kerkhoffhaus an der Ecke zur Großen Wasserstraße errichten, das in der ersten Hälfte des 16. Jahrhunderts im Stil der Backsteinrenaissance modernisiert wurde.
Etwa zeitgleich (1467 bis 1509), jedoch bis heute noch ganz den Stil der Backsteingotik bewahrend, wurde das Walldienerhaus auf der Westseite der Straße errichtet. Es diente dem Walldiener des Rates als Amtswohnung. Dieser war für die Instandhaltung der Rostocker Stadtbefestigung verantwortlich und hatte somit eine wichtige Funktion für die Stadt inne.
In den Jahren 1906/07 ließ die Stadtverwaltung auf der Ostseite das Stadthaus errichten, das durch einen Übergang mit dem Rathaus verbunden ist. Das Stadthaus ist ein gelb getünchtes Jugendstilgebäude, dessen Übergang zum Rathaus eine Darstellung des Rostocker Greifen mit der Jahreszahl 1907 aufweist. In der Gasse kann man darüber hinaus die barock überformten, rückwärtigen Giebel des Rathauses sehen. Dabei bemerkt man, dass sich das Rathaus aus drei zusammengefassten Giebelhäusern zusammensetzt.